# Top Spin 3
Top Spin 3 è un videogioco di tennis targato 2K Sports, disponibile per Xbox 360, PlayStation 3, Wii e Nintendo DS.

## Modalità di gioco
A differenza dei rivali Virtua Tennis 3 e Smash Court Tennis 3, Top Spin 3 si propone, come fatto nei due precedenti titoli, la sfida di creare un simulatore tennistico quanto più simile a un match reale. Il gameplay, infatti, è molto complesso ma, una volta padroneggiato, riesce a dare l'impressione di vedere una partita di tennis reale.
Le modalità di gioco del titolo 2K Sports sono: Carriera, Amichevole e Torneo.
Carriera: questa modalità permette di creare, attraverso l'editor, un proprio alter ego virtuale con il quale ci si potrà cimentare in diverse stagioni, suddivise nelle categorie Sfidante, Dilettante, Juniores, Pro e Leggenda. Nelle categorie Sfidante e Dilettante si dovranno semplicemente sconfiggere tennisti di basso livello in match tie-break e una volta raggiunto il grado Juniores sarà possibile partecipare a tornei regionali o continentali. In questa modalità è possibile una personalizzazione del tennista anche a livello tecnico in quanto, vincendo (e talvolta perdendo) i match, saranno attribuiti dei punti esperienza spendibili per migliorare uno degli otto parametri del giocatore: Dritto, Rovescio, Volée, Servizio, Risposta, Potenza, Velocità ed Energia.
Amichevole: con questa modalità è possibile scegliere uno dei tennisti e giocare contro un altro. Si può giocare il singolo e il doppio, ognuno giocabile con uno, due, tre o quattro giocatori sulla stessa console.
Torneo: è possibile scegliere uno fra i 24 tornei disponibili. Questi tornei esistono tutti nelle competizioni reali eccetto uno: il Dublin Open (inserito per sostituire il mancante Torneo di Wimbledon).

## Giocatori
Come gli altri titoli tennistici, neanche in Top Spin 3 è presente un grande parco di tennisti giocabili, eccone l'elenco:
| Presenze esclusive | Presenze esclusive     |
| ------------------ | ---------------------- |
| PS3                | Solo per Playstation 3 |
| WII / DS           | Assente su Wii e DS    |

Giocatori ATP
- Roger Federer
- Rafael Nadal PS3
- Andy Murray
- David Nalbandian
- Andy Roddick
- James Blake
- Tomáš Berdych
- Mario Ančić
- Gaël Monfils
- Tommy Haas
- Mark Philippoussis

Giocatori WTA
- Justine Henin
- Svetlana Kuznecova
- Amélie Mauresmo
- Marija Šarapova
- Nicole Vaidišová
- Caroline Wozniacki

Legends
- Boris Becker
- Björn Borg WII/DS
- Monica Seles WII/DS

## Campi disponibili
Campi Grand Slam
- Roland Garros - Parigi, Francia - Argilla
- US Open - New York, Stati Uniti - Hard
- Australian Open - Melbourne, Australia - Hard
- London Open (Wimbledon) - Londra, Inghilterra - Erba

Tour Venues
- Pacific Life Open - Indian Wells, Stati Uniti - Hard
- Sony Ericsson Open - Miami, Stati Uniti - Hard
- BNP Paribas Masters - Parigi, Francia - Indoor
- Canada Tennis Center - Toronto, Canada - Hard
- Madrid Indoor Sports Arena - Madrid, Spagna - Indoor
- Cincinnati Tennis Center - Cincinnati, USA - Hard
- Stadio San Alessandro - Roma, Italia - Argilla
- Hamburg Stadhalle - Amburgo, Germania - Hard
- Moscow Tennis Arena - Mosca, Russia - Indoor
- Seoul Colosseum - Seoul, Corea Sud - Hard
- Thorsten Brom Stadium - Monaco, Germania - Erba
- Casablanca Tennis Complex - Casablanca, Marocco - Argilla
- Amsterdam Tennis Park - Amsterdam, Paesi Bassi - Hard
- Buenos Aires Tennis Center - Buenos Aires, Argentina - Argilla
- Barcelona Tennis Arena - Barcellona, Spagna - Argilla
- Estadio do Sol - Estoril, Portogallo - Hard
- Westside Drive - Houston, Stati Uniti - Argilla
- London Tennis Club - Londra, Inghilterra - Erba
- Texas Arena - Dallas, Stati Uniti - Hard
- Vienna Tennis Center - Vienna, Austria - Hard
- Boston Bay Tennis Center - Boston, Stati Uniti - Erba
- Abhijava Stadium - Nuova Delhi, India - Hard

Altri
- Dubai Sports Complex - Dubai, Emirati Arabi Uniti - Indoor
- Silvije Krleza - Omis, Croazia - Hard
- Rio Beach Tennis Center - Rio de Janeiro, Brasile - Indoor
- Teranga Tennis Court - Dakar, Senegal - Argilla
- Stavgaard Tennis hall - Stavgaard, Svezia - Indoor
- New Hampbridge College Court - New Hampbridge, Inghilterra - Erba
- Tennis Park - Hamlton, Bermuda - Hard
- Chicago Public Courts - Chicago, Stati Uniti - Hard
- Atlanta's Doves - Atlanta, Stati Uniti - Hard
- Mediterranean Leisure Club - Zante, Grecia - Hard
- Kobe Community Tennis Courts - Kōbe, Giappone - Hard
- El Sol Spring Camp - Città del Messico, Messico - Hard
- Suva Sports Resort - Suva, Fiji - Indoor
- Tokyo Tennis Box - Tokyo, Giappone - Indoor

## Innovazioni
Come già detto Top Spin 3 cerca di ricreare un match tennistico. Per fare questo è stata immessa una nuova caratteristica: l'Energia. Con il passare dell'incontro, i tennisti cominceranno a stancarsi e così l'efficacia dei colpi andrà diminuendo. L'Energia del tennista calerà in modo diverso a seconda della velocità con cui si muove e addirittura se si muove al sole o all'ombra.

## Accoglienza
| Testata         | Versione | Giudizio |
| --------------- | -------- | -------- |
| Play Generation | PS3      | 90/100   |

La rivista Play Generation lo classificò come il sesto miglior gioco di sport del 2008. La stessa testata diede alla versione per PlayStation 3 un punteggio di 90/100, trovandolo un gioco di tennis esigente e realistico, con un quadro tecnico eccellente e lo spettro di opzioni di modalità più che abbandonante.